# Видобуток рідкісних металів у Китаї
Видобуток руд рідкісних металів у Китаї в пром. масштабах почалася в К. з 50-х рр. XX ст. Осн. центри розробки зосереджені в Сіньцзян-Уйгурському, Гуансі-Чжуанському автономних р-нах, у Внутр. Монголії, пров. Гуандун і Цзянсі.
У Сіньцзян-Уйгурському автономному р-ні потужні жили пегматитів родов. Кьоктокай, Кужурти, Хусти, Обогонь, Базай і інш. відпрацьовують до глибини 300 м кар'єрами, нижні горизонти — шахтами. У підземних гірн. виробках виїмка руди здійснюється буропідривним способом. Системи розробки: блоками з виїмкою руди стелеуступним вибоєм з розпірним кріпленням або з магазинуванням руди в очисному просторі. При збагаченні отримують селективні концентрати: сподуменові, берилові, полуцитові і танталіт-колумбітові. Пегматитові родовища в пров. Гуандун, поблизу м. Чаньчжоу, розробляють відкритим способом. Танталове родов. Ічунь (пров. Цзянсі) розробляється кар'єром з 1977. Вилучення танталу при збагаченні 50-60%. Танталіт-колумбітові концентрати отримують також попутно при збагаченні руд родов. високотемпературних кварц-вольфрамітових жил (пров. Цзянсі) і каситериту з розсипів в Гуансі-Чжуанському автономному р-ні і пров. Гуандун. Крім того, від 10 до 20 т танталу виділяють з шлаків плавки олов'яних концентратів на підприємствах м. Ліму (Гуансі-Чжуанський автономний р-н). Літій вилучають з ропи твердих осадів солоних озер Центр. і Зах. Китаю, а також з пегматитів родов. Шаньпі (пров. Цзянсі) і Дангсиму (Внутр. Монголія). Рідкісні землі добувають на великому рідкісноземельно-залізорудному родов. Баян-Обо (Внутр. Монголія). Після збагачення зал. руд отримують селективні паризит-бастнезитові концентрати, вміст рідкісних земель в яких досягає 7,6% (Се2О3 50%;La2О3 30%; Nb2O3 15%; інші 5%).
На початку XXI ст. Китай — найбільший виробник у світі і експортер рідкісних земель. Він контролює понад 2/3 продукції, що виробляється. У 2000 р Китай видобув бл. 7 тис. т руди РЗЕ і 65 тис. т рідкісноземельних продуктів, включаючи 32 тис. т оксидів РЗЕ високої чистоти. У 2000 р споживання РЗЕ в Китаї склало близько 19 тис. т.
Регіон Китаю Внутрішня Монголія — лідер світового виробництва рідкісноземельних елементів. Автономний район Внутрішня Монголія на півночі Китаю перетворився в світовий центр видобутку рідкісноземельних металів (РЗМ). На частку підприємств цього регіону припадає понад 50% світового виробництва РЗМ. У надрах Внутрішньої Монголії укладено понад 50% світових промислових запасів рідкісноземельних металів і 70% запасів РЗМ Китаю. За 40 років свого розвитку рідкісноземельна промисловість Внутрішньої Монголії досягла річної продуктивності рідкісноземельних концентратів в 200 тис. т. Рідкісноземельні метали (ця група нараховує 17 елементів) використовуються в промисловості для поліпшення якості інших промислових матеріалів. Вони знаходять широке застосування у виробництві електронних і механічних виробів, в металургії, нафтохімічній галузі, в реалізації природоохоронних проектів.
У 2001 році уряд Внутрішньої Монголії оголосив про намір побудувати «Рідкісноземельну Долину», яка розташується поблизу міста Баотоу.
У 2001 р. рідкісноземельне виробництво Баотоу досягло 46.6 тис. т (51% світового обсягу). Через 10-15 років «Рідкісноземельна Долина» перетвориться в глобальний центр виробництва. Ця територія займе 50 км². Обсяг річного виробництва в грошовому численні досягне 42.4 млрд юанів (5.11 млрд дол.), причому понад 50% продукції, що виробляється буде частку на частку рідкісноземельних елементів (від видобутку основних сировинних матеріалів до інтегрованих виробництв).
У 2002 році уряд Китаю інвестував у розвиток рідкісноземельної промисловості 60 млн юанів (7.23 млн дол.), а 180 млн юанів було вкладено в будівництво 28-поверхової будівлі Rare-Earth Plaza в місті Баотоу. У 2002 р. підприємства району продали 47.2 тис. т рідкісноземельних концентратів [MetalTorg.Ru].